# Jordanoleiopus feai
Jordanoleiopus feai là một loài bọ cánh cứng trong họ Cerambycidae.